# Elements Part 2
Elements Part 2 är det finska power metal-bandet Stratovarius tionde studioalbum, utgivet i oktober 2003 på Nuclear Blast Records, och i Japan på Victor. Albumet föregicks av Elements Part 1 i januari samma år.
Singeln "I Walk to My Own Song" släpptes en månad innan albumet.
Elements Part 2 nådde som högst en fjärdeplats på den finska topplistan.

## Låtlista
1. "Alpha & Omega" – 6:38
2. "I Walk to My Own Song" – 5:03
3. "I'm Still Alive" – 4:50
4. "Season of Faith's Perfection" – 6:09
5. "Awaken the Giant" – 6:37
6. "Know the Difference" – 5:39
7. "Luminous" – 4:49
8. "Dreamweaver" – 5:53
9. "Liberty" – 5:03

Bonusspår på japanska utgåvan
1. "Ride Like the Wind" – 4:49

## Medverkande
Musiker
- Timo Kotipelto – sång
- Timo Tolkki – gitarr
- Jari Kainulainen – basgitarr
- Jens Johansson – keyboard
- Jörg Michael – trummor

Bidragande musiker
- Marco Hietala – bakgrundssång

Produktion
- Timo Tolkki – producent, inspelningstekniker
- Mikko Karmila – inspelningstekniker, mixning
- Pauli Saastamoinen – mastering
- Kuken Olsson – inspelningstekniker (keyboard)
- Derek Riggs – omslagskonst
- Alex Kuehr – foto